# Justien Odeurs
Justien Odeurs, née le 30 mai 1997, est une footballeuse internationale belge qui évolue au poste de gardienne de but au club belge du RSC Anderlecht et en équipe de Belgique.

## Biographie
Elle joue actuellement au RSC Anderlecht après avoir passé deux saisons en Allemagne, au FF USV Iéna. En Belgique, elle a commencé au Sportkring Alost, est partie à VV Nieuwerkerken et au VK Zepperenau avant d'aller à Saint-Trond VV et au RSC Anderlecht. Sa carrière a été véritablement lancée au Lierse SK. 

## Palmarès
- Championne de Belgique en 2019 avec le RSC Anderlecht
- Vainqueur de la Coupe de Belgique en 2015 et 2016 avec le Lierse SK

## Statistiques

### Ligue des Champions
- 2018-2019 : 2 matchs avec le RSC Anderlecht
- 2019-2020 : 5 matchs avec le RSC Anderlecht